# Cycas falcata
Cycas falcata är en kärlväxtart som beskrevs av Kenneth D. Hill. Cycas falcata ingår i släktet Cycas, och familjen Cycadaceae. IUCN kategoriserar arten globalt som sårbar. Inga underarter finns listade i Catalogue of Life.